# Ahmad al-Bahri
Ahmad al-Bahri, né le 18 septembre 1980 à Riyad, est un footballeur saoudien. Il joue au poste de défenseur avec l'équipe d'Arabie saoudite et le club de Al Ittifaq Dammam.

## Carrière

### En club
- Al Ittifaq Dammam -  Arabie saoudite

### En équipe nationale
Il a eu sa première cape en 2002.
Al-Bahri participe à la coupe du monde 2006 avec l'équipe d'Arabie saoudite.